# Thuyết vĩ nhân

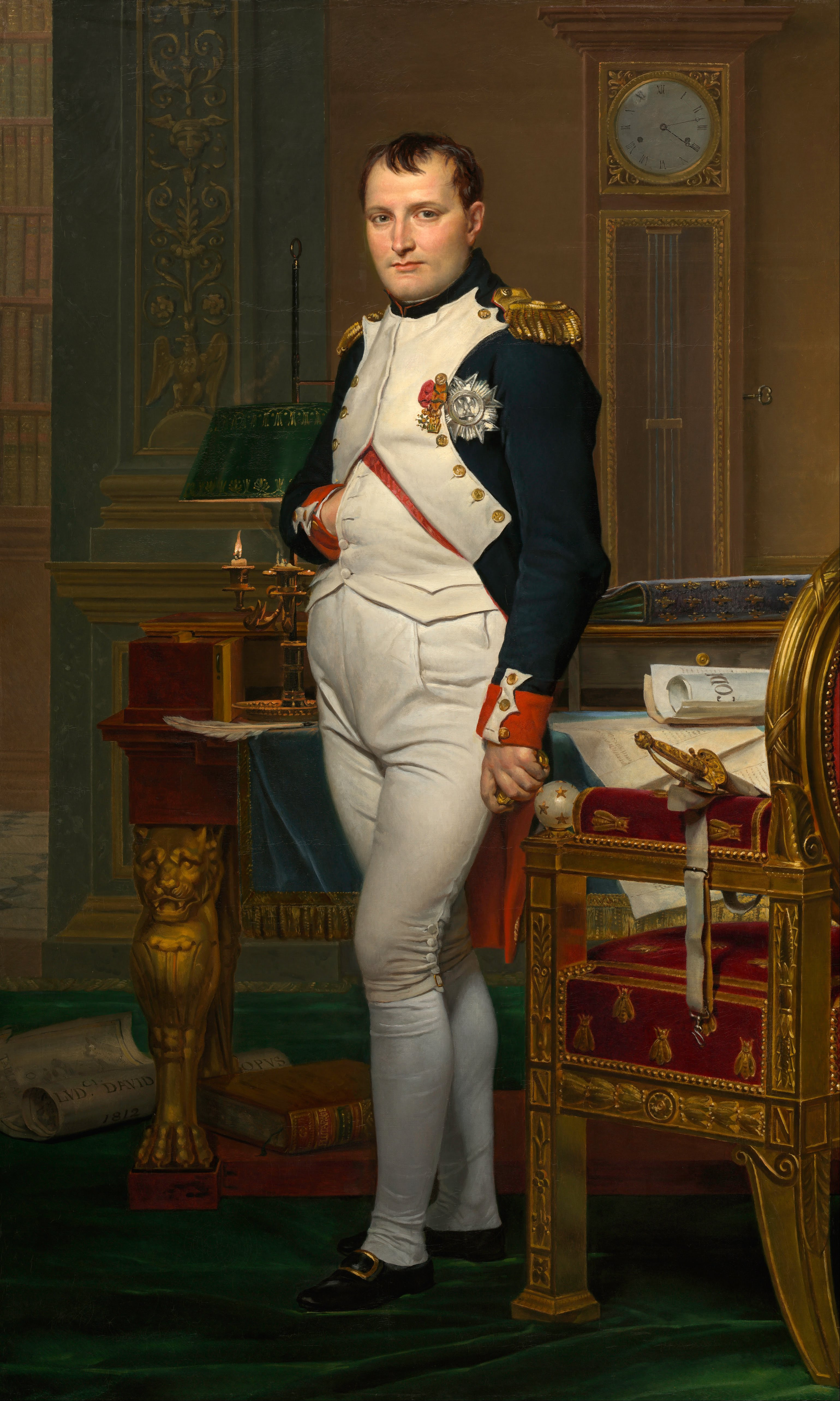
Napoleon, một vĩ nhân điển hình, được các nhà sử học coi là người định hình một kỷ nguyên mang tên chính ông

Thuyết vĩ nhân là một ý niệm vào thế kỷ XIX cho rằng lịch sử có thể được phần lớn giải thích bởi tác động của những vĩ nhân, những anh hùng (những cá nhân có ảnh hưởng lớn lao và độc nhất nhờ vào tài năng thiên bẩm của họ, chẳng hạn như trí tuệ siêu việt, lòng dũng cảm can trường, khả năng lãnh đạo phi thường hoặc cảm hứng thiêng liêng) có ảnh hưởng quyết định lên lịch sử. Nhà triết học và tiểu luận người Scotland Thomas Carlyle, có thể được coi là người tiên phong cho giả thuyết này. Ông đã đưa ra một loạt bài giảng về chủ nghĩa anh hùng vào năm 1840, sau đó được xuất bản sách với tựa On Heroes, Hero-Worship and The Heroic in History (tạm dịch: Về anh hùng, Tục thờ anh hùng và Sự anh hùng trong lịch sử), trong đó có nói:
"Lịch sử Phổ quát, lịch sử về những điều con người đã đạt được trong thế giới này, về cơ bản là Lịch sử của các Vĩ nhân đã làm việc tại đây. Họ là những lãnh đạo của loài người, những cá nhân vĩ đại này; những hình mẫu, mẫu mực, và mở rộng ra hơn là những người sáng tạo, của bất cứ điều gì đám đông đại chúng bị bắt phải làm hoặc phải đạt được; tất cả những thứ gì chúng ta thấy đang đứng hoàn thiện trên thế giới có thể chỉ là cái kết quả vật chất bề ngoài, sự hiện thực hóa và sự hiện thân, của các Ý nghĩ tồn tại trong những Vĩ nhân mà họ đã gửi ra thế giới: linh hồn lịch sử của toàn bộ thế giới, có thể công bằng mà nói, là lịch sử của những người này."

## Tổng quan
Carlyle nói rằng "Lịch sử thế giới chẳng qua là tiểu sử của những vĩ nhân", phản ánh niềm tin của ông rằng các anh hùng định hình lịch sử thông qua cả những thuộc tính cá nhân và cảm hứng thần thánh của họ. Trong On Heroes, Hero-Worship và The Heroic in History, Carlyle coi lịch sử làm nổi bật các quyết định, công việc, ý tưởng và tính cách của "anh hùng", đưa ra phân tích chi tiết về sáu kiểu: thần thánh (kiểu như Odin), nhà tiên tri (kiểu như Mohamet), nhà thơ (kiểu như Shakespeare), linh mục (kiểu như Martin Luther), người viết lách (kiểu như Rousseau), và quân vương (kiểu như Napoléon). Carlyle cũng cho rằng việc nghiên cứu những vĩ nhân có "lợi ích" cho khía cạnh anh hùng của bản thân; rằng bằng cách xem xét cuộc sống của những anh hùng như vậy, người ta ắt khám phá ra điều gì đó về bản chất thực sự của chính mình.
Sidney Hook lưu ý, một cách hiểu sai lầm phổ biến về học thuyết là "tất cả các yếu tố trong lịch sử, trừ của các vĩ nhân, đều không quan trọng.", trong khi Carlyle lại cho rằng những vĩ nhân mới là nhân tố quyết định, nhờ vào thiên tài độc nhất vô nhị của họ. Hook tiếp tục nhấn mạnh tính độc đáo này để minh họa cho quan điểm: "Thiên tài không phải là kết quả của sự tổng hợp các tài năng nhỏ hơn. Có bao nhiêu tiểu đoàn mới tương đương với một Napoleon? Bao nhiêu nhà thơ sẽ cho chúng ta một Shakespeare? Bao nhiêu nhà khoa học tầm thường sẽ làm được việc của một Einstein? "
Học giả người Mỹ Frederick Adams Woods ủng hộ học thuyết vĩ nhân trong tác phẩm The Influence of Monarchs: Steps in a New Science of History. Woods nhận định 386 quân vương ở Tây Âu từ thế kỷ XII cho đến cuộc cách mạng Pháp vào cuối thế kỷ XVIII và ảnh hưởng của họ đối với diễn biến lịch sử.
Học thuyết này đối lập với "lịch sử từ bên dưới", trong đó nhấn mạnh ảnh hưởng của quần chúng và lãnh tụ. Một làn sóng áp đảo của các sự kiện nhỏ hơn gây ra những phát triển nhất định. Cách tiếp cận lịch sử của thuyết Vĩ nhân rất thời thượng đối với các sử gia chuyên nghiệp hồi thế kỷ XIX; một tác phẩm phổ biến trường phái này là Encyclopædia Britannica bản thứ 11 (1911) chứa những tiểu sử dài và chi tiết về những vĩ nhân của lịch sử, nhưng đề cập ít đến những lịch sử tổng quát hoặc xã hội. Ví dụ, tất cả thông tin về "giai đoạn Di cư" của Lịch sử Châu Âu thời hậu La Mã được biên soạn dưới tiểu sử của Attila rợ Hung. Quan điểm hào hùng về lịch sử này cũng được một số triết gia, chẳng hạn như Léon Bloy, Hegel, Kierkegaard, Spengler và Max Weber, tán thành mạnh mẽ.
Trong Unzeitgemässe Betrachtungen, triết gia Nietzsche có viết: "mục tiêu của loài người nằm ở những cá thể cao nhất của nó". Mặc dù nội dung tác phẩm của Nietzsche cho thấy một số trùng lặp với dòng tư tưởng của Carlyle, Nietzsche rõ ràng bác bỏ sự sùng bái anh hùng của Carlyle trong cuốn Ecce Homo.

### Các giả thiết
Lý thuyết này dựa trên hai giả thiết chính, được chỉ ra bởi Đại học Villanova:
1. Mọi thủ lĩnh vĩ đại khi sinh ra đã có sẵn một số phẩm chất nào đó giúp họ trỗi dậy và lãnh đạo, theo bản năng.
2. Sự cần thiết có những người đó phải rất lớn để những phẩm chất này có thể bộc lộ, cho họ quyền lãnh đạo.

Lý thuyết này cho rằng những nhà lãnh đạo vĩ đại này là những anh hùng có khả năng vượt lên trên mọi khó khăn để đánh bại các đối thủ, đồng thời truyền cảm hứng cho những người theo chân họ. Thuyết này phát biểu rằng những nhà lãnh đạo này được sinh ra với một tập hợp các phẩm chất và thuộc tính cụ thể khiến họ trở thành những ứng cử viên lý tưởng cho vai trò lãnh đạo và các vai trò của quyền lực. Thuyết này chủ yếu lập luận dựa vào thứ bẩm sinh chứ không phải được rèn rũa, thứ tự nhiên chứ không phải được nuôi dưỡng, ý tưởng này cho rằng những người nắm quyền xứng đáng lãnh đạo và không nên bị nghi ngờ bởi vì họ có những phẩm chất độc đáo, hoàn toàn phù hợp với địa vị của họ.

## Phản hồi

### Phê phán của Herbert Spencer
Một trong những nhà phê bình kịch liệt nhất đối với thuyết của Carlyle là Herbert Spencer, ông tin rằng việc gán các sự kiện lịch sử cho các quyết định của cá nhân là một quan điểm phi khoa học. Ông cho rằng những người mà Carlyle gọi là "vĩ nhân" chỉ đơn thuần là sản phẩm của môi trường xã hội của họ:
Ông phải thừa nhận rằng sự khai sinh của vĩ nhân dựa trên một loạt các ảnh hưởng dai dẳng phức tạp đã tạo ra chủng tộc mà anh ta xuất hiện, và ở trong trạng thái xã hội mà chủng tộc ấy lớn lên. ... Trước khi anh ta có thể tái tạo xã hội, xã hội phải nhào nặn anh ta.— Herbert Spencer, The Study of Sociology

### Quan điểm của William James
William James, trong bài giảng năm 1880 "Great Men, Great Thoughts, and the Environment", được xuất bản trên tạp chí Atlantic Monthly, đã bảo vệ luận điểm của Carlyle và bác bỏ Spencer, lên án điều mà ông coi là "trơ tráo", "mơ hồ", và lập luận "giáo điều".
Nếu có điều gì cực kỳ chắc chắn khả thi thì đó chính là xã hội của vĩ nhân, được gọi đúng như vậy, không nhào nặn anh ta trước khi anh ta tái tạo nó... Các biến dị của xã hội, sau đó, từ thế hệ sang thế hệ, phần lớn chính là do, trực tiếp hoặc gián tiếp, bởi các hành động hoặc các tấm gương của các cá nhân có thiên tài thích ứng với tính lĩnh hội của hiện tại, hoặc có địa vị quyền lực bất đắc dĩ quan trọng đến nỗi họ đã trở thành cái náo động, kẻ tiên phong của các phong trào, kẻ lập ra tiền lệ và cách thức, trung tâm của sự bài hoại, hoặc kẻ hủy diệt những kẻ khác, có tài năng, mà nếu họ được cho tự tung tự tác, sẽ khiến cả xã hội đi theo chiều hướng khác.